# 소니아 롤랜드

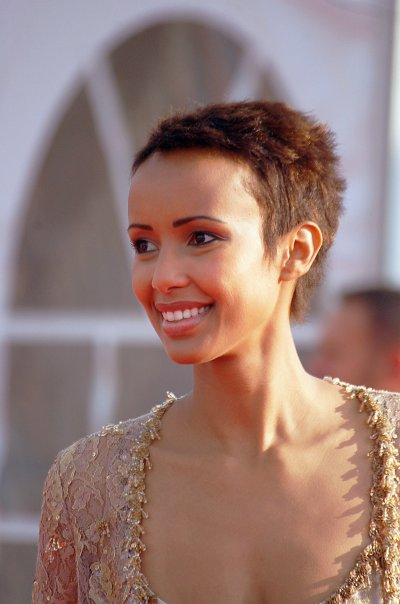

소니아 롤랜드(Sonia Rolland, 1981년 2월 11일 ~ )는 프랑스의 배우, 모델이다.
키갈리에서 태어났다.

## 영화
- 라 콜 (2017년)
- 케도르세 (2013년)
- 카오스 (2013년) - 마리 역
- 미드나잇 인 파리 (2011년) - 조세핀 베이커 역
- 몰록 트로피컬 (2009년)
- 아름다운 도시의 밤 (2006년)